# ريتشارد جاكسون (رسام)
ريتشارد جاكسون (بالإنجليزية: Richard Jackson)‏ هو نحات ورسام أمريكي، ولد في 6 أغسطس 1939 في ساكرامنتو في الولايات المتحدة.